# Карлскрон
Карлскрон (нем. Karlskron) — община в Германии, в земле Бавария. 
Подчиняется административному округу Верхняя Бавария. Входит в состав района Нойбург-Шробенхаузен.  Население составляет 4798 человек (на 31 декабря 2010 года). Занимает площадь 38,45 км².
Коммуна подразделяется на 13 сельских округов.